# Ledebouria glauca
Ledebouria glauca är en sparrisväxtart som beskrevs av Stephanus Venter. Ledebouria glauca ingår i släktet Ledebouria och familjen sparrisväxter. Inga underarter finns listade i Catalogue of Life.